# Richard McClure
Richard Neil McClure (* 20. Januar 1935 in Regina, Saskatchewan; † 10. Mai 2024) war ein kanadischer Ruderer, der 1956 eine olympische Silbermedaille gewann.

## Sportliche Laufbahn
Richard McClure von der University of British Columbia gehörte zum kanadischen Achter, der in der Besetzung Philip Kueber, Richard McClure, Robert Wilson, David Helliwell, Donald Pretty, William McKerlich, Douglas McDonald, Lawrence West und Steuermann Carlton Ogawa bei den Olympischen Spielen 1956 in Melbourne antrat. Im Vorlauf belegten die Kanadier den zweiten Platz hinter den Australiern, im Halbfinale siegten die Kanadier vor den Schweden. Das Finale gewann der Achter aus den Vereinigten Staaten mit etwa zwei Sekunden Vorsprung auf die Kanadier, die Australier lagen als Dritte weitere zwei Sekunden zurück.
Bei den British Empire and Commonwealth Games 1958 in Cardiff siegte im Vierer ohne Steuermann das englische Boot vor dem kanadischen Vierer mit Glen Smith, John Madden, Malcolm Turnbull und Richard McClure.
Richard McClure schloss sein Studium 1959 ab und arbeitete dann als Ingenieur. Ab 1977 widmete er sich in seiner Freizeit auch wieder dem Rudersport und trainierte zunächst junge Sportler auf Vereinsebene. Unter anderem half er Kathleen Heddle und Tricia Smith an die Weltspitze. Bei den Olympischen Spielen 1984 und 1996 betreute er die Rudernationalmannschaft Kanadas.